# Sistema Integrado de Transporte em Feira de Santana

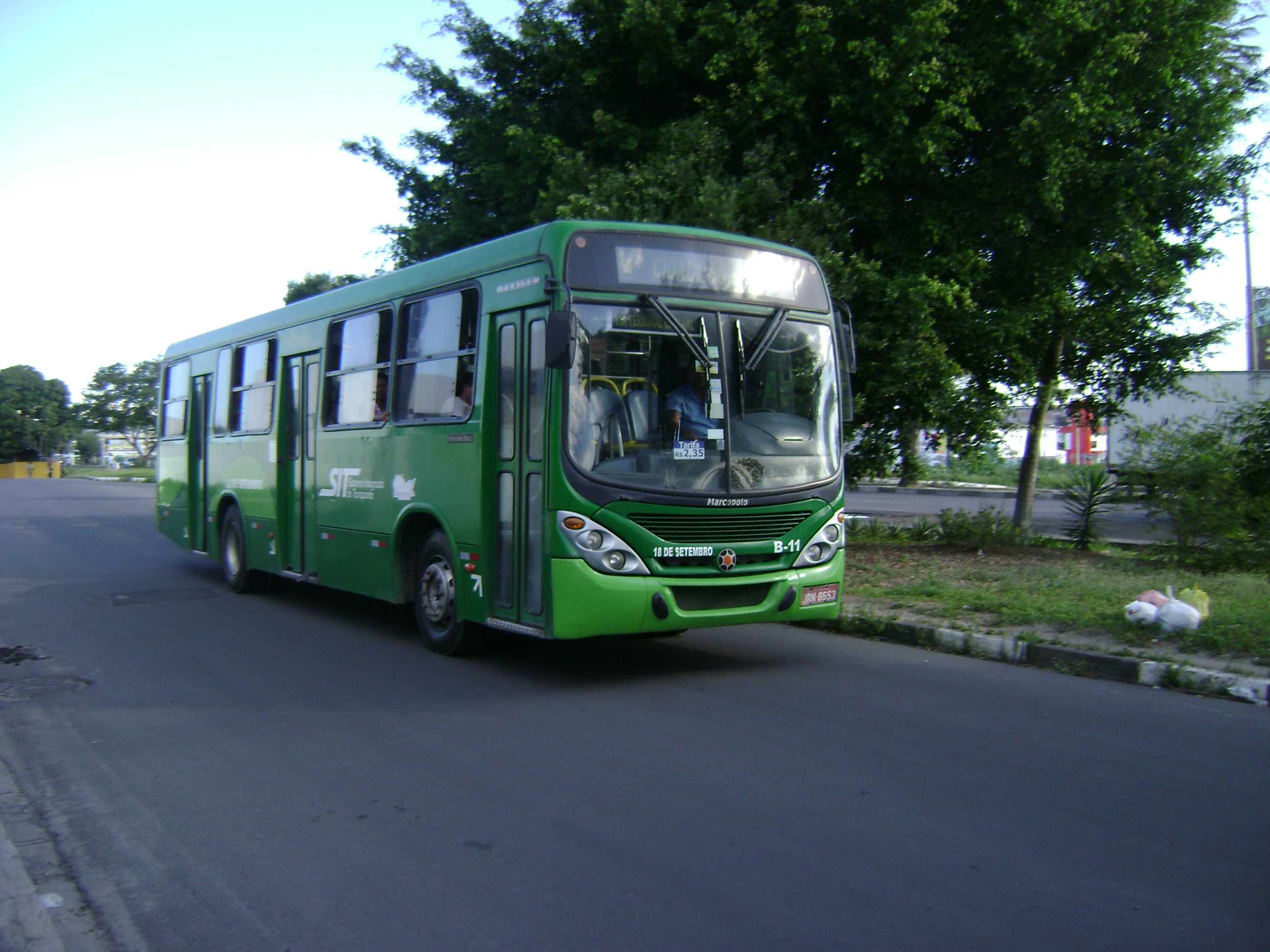
Ônibus municipal com o antigo padrão verde em Feira de Santana.

O Sistema Integrado de Transporte (SIT) é o sistema que estrutura o transporte urbano na cidade brasileira de Feira de Santana, na Bahia. Ele foi criado pelo prefeito José Ronaldo de Carvalho. O SIT agilizou o transporte urbano e economizou gastos para a população usuária, pois unificou o preço da passagem, o usuário não precisando mais pagar duas tarifas para chegar ao local desejado.
Todo o sistema é dotado de bilhetagem eletrônica. A maioria dos veículos tem elevador para facilitar o acesso de deficientes físicos.

## Geral
O Sistema Integrado de Transportes tem como base a operação de terminais de integração, permitindo o transbordo de passageiros entre as diversas modalidades de linhas que compõem o sistema. O SIT está ainda em sua 1ª fase, contando com 3 estações de transbordo das 5 previstas em projeto.

## Terminais de Integração
- Terminal Central (Centro, Av. Olímpio Vital)
- Terminal Sul     (Bairro CIS)
- Terminal Norte   (Bairro Cidade Nova)
- Terminal Oeste   (Bairro Pampalona)
- Terminal Leste   (Bairro SIM)

### Características e identificações das linhas
- Linhas Troncais - Fazem a ligação entre os terminais Norte, Central e Sul (não necessariamente passando pelas três estações; geralmente, os ônibus interligam dois terminais);
- Linhas Alimentadoras - Fazem a ligação entre os bairros e o Terminal Central. Nos primeiros anos de funcionamento do SIT, os ônibus destas linhas eram identificados com a cor vermelha e os das troncais, com a cor verde; atualmente, todos seguem o padrão determinado pela prefeitura municipal.